# Clásica de San Sebastián 2011
31. edycja wyścigu kolarskiego Clásica de San Sebastián odbyła się w dniu 30 lipca 2011 roku i liczyła 255,5 km. Start i meta wyścigu znajdowała się w San Sebastián. Wyścig ten znajdował się w rankingu światowym UCI World Tour 2011.
Zwyciężył po raz pierwszy w tym wyścigu Belg Philippe Gilbert z grupy Omega Pharma-Lotto. Drugi był Hiszpan Carlos Barredo, a trzeci rodak zwycięzcy Greg Van Avermaet.
W wyścigu wystartował jedyny polski kolarz, z nr startowym 128 Sylwester Szmyd z Liquigas-Cannondale, jednak nie ukończył wyścigu.

## Uczestnicy
Na starcie wyścigu stanęło 21 ekip. Wśród nich znalazło się wszystkie osiemnaście ekip UCI World Tour 2011 oraz trzy inne zaproszone przez organizatorów. 
Lista drużyn uczestniczących w wyścigu:
| Numery  | Kod | Drużyna            |
| ------- | --- | ------------------ |
| 1-8     | RAB | Rabobank           |
| 12-18   | THR | HTC - Highroad     |
| 22-28   | LEO | Team Leopard-Trek  |
| 31-38   | RSH | Team RadioShack    |
| 41-48   | LAM | Lampre ISD         |
| 51-58   | OLO | Omega Pharma-Lotto |
| 61-68   | BMC | BMC Racing Team    |
| 71-78   | SBS | Saxo Bank Sungard  |
| 81-88   | SKY | Procycling Sky     |
| 91-98   | KAT | Team Katusha       |
| 101-108 | AST | Pro Team Astana    |

| Numery  | Kod | Drużyna                 |
| ------- | --- | ----------------------- |
| 111-118 | GRM | Garmin-Cervelo          |
| 121-128 | LIQ | Liquigas-Cannondale     |
| 131-138 | MOV | Team Movistar           |
| 141-148 | EUS | Euskaltel-Euskadi       |
| 151-158 | ALM | AG2R-La Mondiale        |
| 161-168 | QST | Quick Step Cycling Team |
| 171-178 | VCD | Vacansoleil-DCM         |
| 181-188 | GEO | Geox-TMC                |
| 191-198 | CJR | Caja Rural              |
| 201-208 | ACG | Andalucía-Caja Granada  |

## Klasyfikacja generalna
| M-ce | Imię i nazwisko   | Kraj       | Drużyna                 | Czas        |
| ---- | ----------------- | ---------- | ----------------------- | ----------- |
| 1.   | Philippe Gilbert  | Belgia     | Omega Pharma-Lotto      | 5h 48' 52 " |
| 2.   | Carlos Barredo    | Hiszpania  | Rabobank                | + 12"       |
| 3.   | Greg Van Avermaet | Belgia     | BMC Racing Team         | + 14"       |
| 4.   | Joaquim Rodríguez | Hiszpania  | Team Katusha            | + 14"       |
| 5.   | Dries Devenyns    | Belgia     | Quick Step Cycling Team | + 14"       |
| 6.   | Fränk Schleck     | Luksemburg | Team Leopard-Trek       | + 14"       |
| 7.   | Haimar Zubeldia   | Hiszpania  | Team RadioShack         | + 14"       |
| 8.   | Samuel Sánchez    | Hiszpania  | Euskaltel-Euskadi       | + 14"       |
| 9.   | Rigoberto Urán    | Kolumbia   | Procycling Sky          | + 14"       |
| 10.  | Jelle Vanendert   | Belgia     | Omega Pharma-Lotto      | + 50"       |